# 아이노섬 (기타큐슈시)

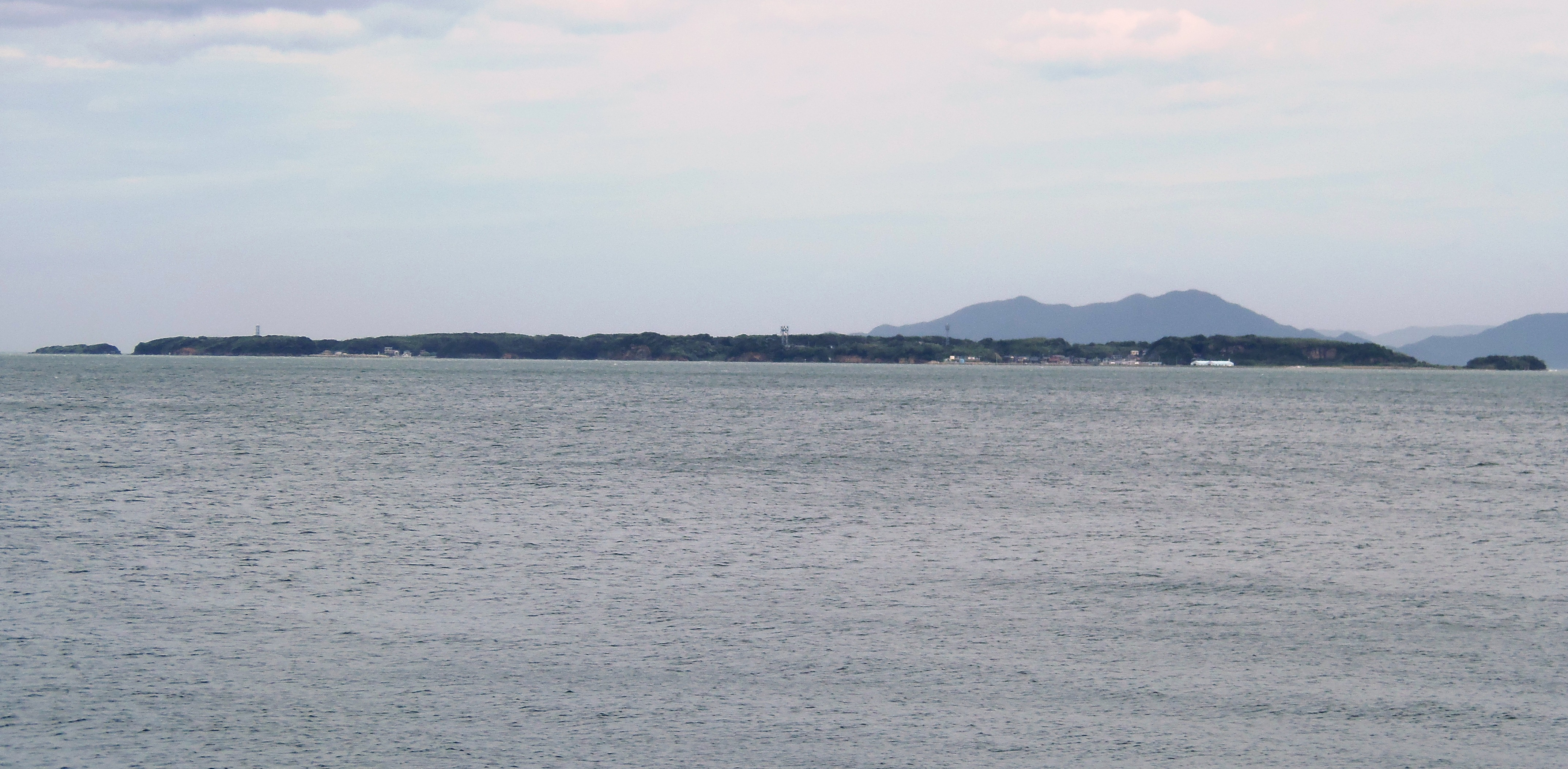

아이노시마섬(藍島)은 일본 규슈 후쿠오카현 기타큐슈시의 섬이다.

## 개요
일본 후쿠오카현 기타큐슈시에서 북쪽으로 4.2km 떨어진 히비키나다에 있는 섬이다. 면적은 0.68km2이며 최고 해발 고도는 25m이다.